# بيرنت كارلسون
بيرنت كارلسون هو دراج سويدي، ولد في 7 أبريل 1907 في Ödeshög ‏ في السويد، وتوفي في 30 يونيو 1991.

## وصلات خارجية
- بيرنت كارلسون على موقع أرشيف الدراجات (الإنجليزية)
- بيرنت كارلسون على موقع إحصائيات الدراجات الإحترافية (الإنجليزية)
- بيرنت كارلسون على موقع أوليمبيديا (الإنجليزية)
- بيرنت كارلسون على موقع اللجنة الأولمبية السويدية (السويدية)